# Слово имеют куклы
«Слово имеют куклы» — советский кукольный (с натурой) мультипликационный фильм Анатолия Карановича и Теодора Бунимовича, снятый на студии «Союзмультфильм» в 1957 году по сценарию Якова Зискинда. Экранизация одноимённого спектакля кукловодов Игоря Дивова и Софьи Мей.

## Сюжет
Экранизация спектакля кукловодов Игоря Дивова и Софьи Мей.
В фильме «Слово имеют куклы», посвящённом творчеству замечательных кукольников — артистов эстрады Игоря Дивова и Софьи Мей, раскрываются их искусство кукловождения, а также технология кукольного производства. В разыгранных с помощью кукол пародийных и сатирических сценах высмеиваются паразитизм, стиляжество, пошлость.

## Съёмочная группа
| Автор сценария       | Яков Зискинд                                    |
| Режиссёры            | Анатолий Каранович, Теодор Бунимович            |
| Ассистент режиссёра  | А. Васильева                                    |
| Художник-постановщик | Григорий Козлов                                 |
| Художник кукол       | Андрей Барт                                     |
| Художники декораций  | Яна Вольская, Светлана Знаменская, Ф. Олейников |
| Оператор             | Теодор Бунимович                                |
| Композитор           | Лев Солин                                       |
| Звукооператор        | Борис Фильчиков                                 |
| Роли озвучивали      | Игорь Дивов, Софья Мэй                          |
| Текст читает         | Ростислав Плятт                                 |
| Монтажёр             | Лидия Кякшт                                     |
| Директор             | Натан Битман                                    |

## Технические данные
| Тип                          | кукольный с натурой                            |
| Возрастная категория         | 6+                                             |
| Цветность                    | цветной                                        |
| Количество частей            | 2 части                                        |
| Длина плёнки                 | 554 метра или 554,1 метра                      |
| Продолжительность            | 20 минут 12 секунд или 20 минут                |
| Киностудия                   | «Союзмультфильм»                               |
| Дата производства            | 1957 год                                       |
| Дата выпуска                 | февраль 1958 г.                                |
| Разрешительное удостоверение | ВЭ 15.I 1958 г. 214029815 от 27.10.2015        |
| Особые отметки               | Все права у ФГУП «Киностудия „Союзмультфильм“» |

## Описание, отзывы и критика
По словам директора студии «Союзмультфильм» С. Куликова, готовившийся к выпуску пародийный фильм о творчестве талантливых эстрадных артистов-кукольников Игоря Дивова и Софьи Мей носил рабочее название «Пёстрая коллекция».
Положенный в основу мультфильма одноимённый эстрадный номер Дивова и Мей пользовался заслуженным успехом у зрителей.
По мнению Сергея Асенина, в фильме конца 1950-х годов «Слово имеют куклы» Анатолий Каранович стремился объединить рисунки, марионеток, живую натуру, актёров и кукол, что свидетельствует о настойчивости и неустанности творческих поисков молодых кинокукольников того времени.
20 декабря 1957 года мультфильм Анатолия Карановича и Теодора Бунимовича «Слово имеют куклы» был принят художественным советом студии «Союзмультфильм». 15 января 1958 года мультфильм был выпущен в прокат.